# Сен-Годерик
Сен-Годери́к (фр. Saint-Gaudéric) — коммуна во Франции, находится в регионе Лангедок — Руссильон. Департамент коммуны — Од. Входит в состав кантона Фанжо. Округ коммуны — Каркасон.
Код INSEE коммуны — 11343.

## Население
Население коммуны на 2008 год составляло 69 человек.
| 1962 | 1968 | 1975 | 1982 | 1990 | 1999 | 2008 |
| ---- | ---- | ---- | ---- | ---- | ---- | ---- |
| 36   | 58   | 40   | 39   | 51   | 58   | 69   |

## Экономика

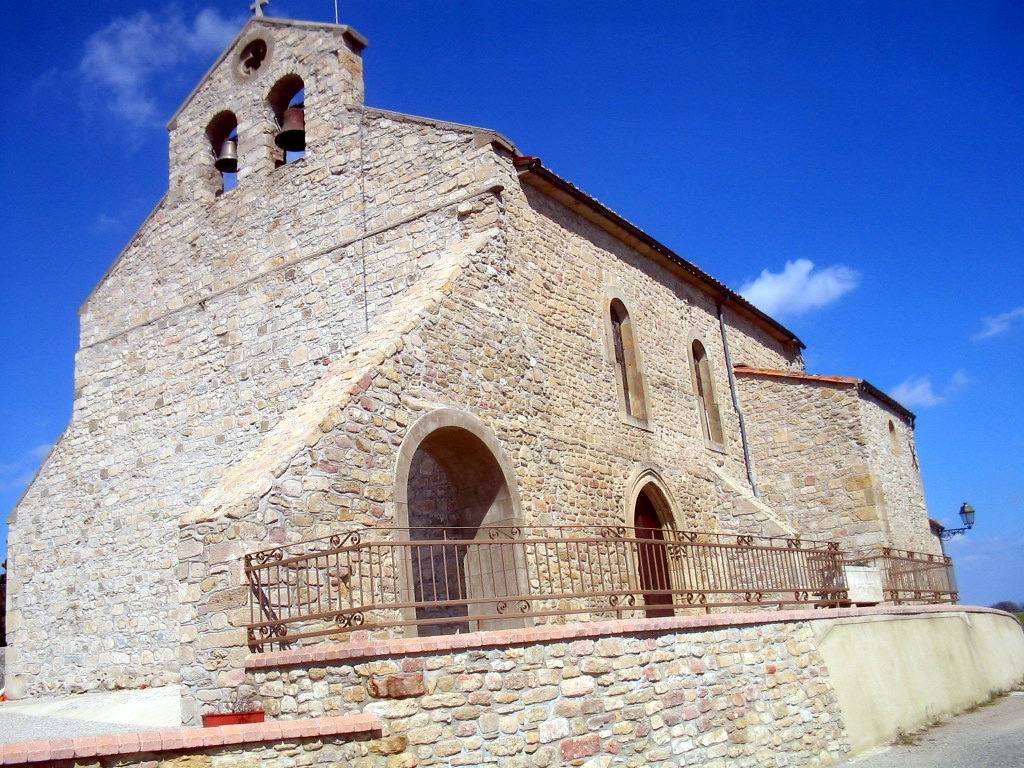
Церковь

В 2007 году среди 45 человек в трудоспособном возрасте (15—64 лет) 32 были экономически активными, 13 — неактивными (показатель активности — 71,1 %, в 1999 году было 72,5 %). Из 32 активных работали 27 человек (15 мужчин и 12 женщин), безработных было 5 (2 мужчин и 3 женщины). Среди 13 неактивных 6 человек были учениками или студентами, 3 — пенсионерами, 4 были неактивными по другим причинам.